# St. Mariä Namen (Braschoß)

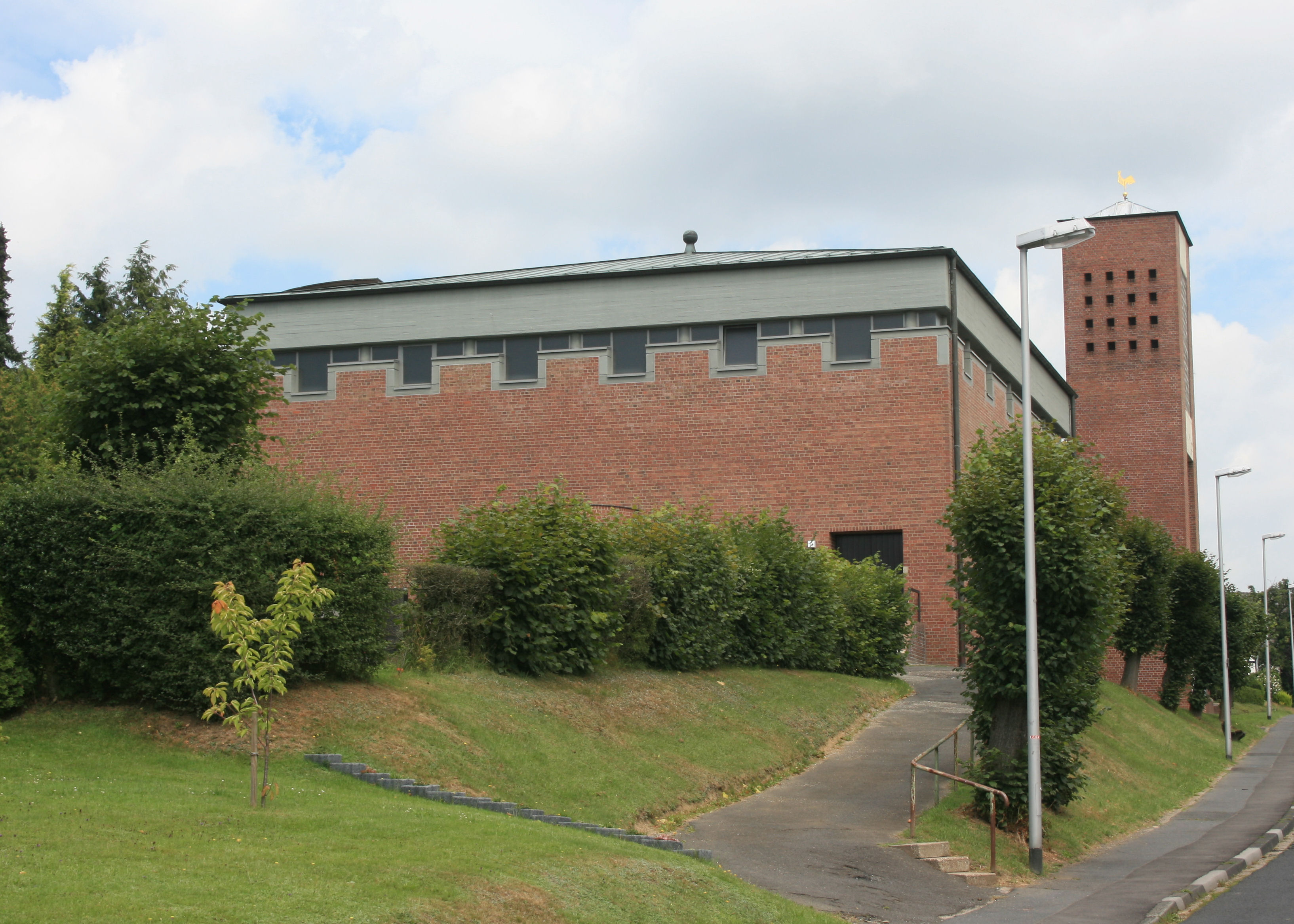
St. Mariä Namen in Braschoß

Die römisch-katholische Pfarrkirche St. Mariä Namen ist ein Kirchengebäude in Braschoß, einem Ortsteil von Siegburg. Sie gehört zur Gemeinde St. Servatius Siegburg im Erzbistum Köln.

## Geschichte
Die erste Kapelle von Braschoß wurde 1863 errichtet und 1923 erweitert. Ihre Baukosten wurden aus den Erlösen des Gemeindewaldes bestritten. Wegen Baufälligkeit entschloss mann sich Anfang der 1960er Jahre zu einem Neubau.
Am 9. Juli 1966 erfolgte die Grundsteinlegung der neuen Kirche Sankt Mariä Namen, die am 30. November 1968 konsekriert wurde. Die Planungen erfolgten durch das Architektenbüro Peter Martini in Bonn, die Bauarbeiten führte die Baufirma Johann Klein aus Friedrich-Wilhelms-Hütte aus.
Bereits 1951 war Braschoß selbständiges Pfarrrektorat geworden, blieb aber weiterhin im Verband der Kirchengemeinde Seligenthal, später gehörte es zur Gemeinde Liebfrauen in Kaldauen. Ab 2012 wurden alle Siegburger Kirchen vereint zur Pfarrei Sankt Servatius Siegburg.

## Ausstattung
Der Kölner Goldschmied und Künstler Hanns Rheindorf schuf das Altarkreuz und den Tabernakel mit Motiven aus Email.
Die Fenster sind Glasmalereien der Künstlerin Brigitte Simon aus Lohmar-Inger (1967) und von Helmut Lang (1970).